# Amazap II d'Ibérie
Vous lisez un « bon article » labellisé en 2009.
Amazap II d'Ibérie, aussi nommé Amazasp II (en géorgien : ამაზასპ II ; mort en 186/189), est le dix-huitième souverain du royaume d'Ibérie, régnant d'après les sources de 182/185 à 186/189. Roi dont les origines sont discutées, il doit durant son règne affronter les envahisseurs alains tout en s'alignant sur la Parthie, abandonnant ainsi la politique pro-romaine de ses prédécesseurs. Ce changement de politique cause son renversement par les forces réactionnaires et pro-romaines d'Ibérie après quatre années de règne. Amazap II est le dernier roi d'Ibérie de la dynastie artaxiade.

## Biographie

### Origines et avènement
La version de Léonti Mroveli sur les origines d'Amazap II est la plus communément admise par la communauté historiographique. D'après cet évêque du XIe siècle, le futur roi est le fils de Pharasman III, qui régnait sur le royaume d'Ibérie depuis 135. Plusieurs kartvelologues, tels que Cyrille Toumanoff et Marie-Félicité Brosset, suivent cette théorie, mais d'autres ne s'accordent guère avec celle-ci. Ainsi, Guiorgui Melikichvili mentionne un roi (dont le nom est inconnu) entre Pharasman III et Amazap II, qui pourrait être le père de ce dernier. De plus, la stèle funéraire découverte dans les années 1940 aux environs de Mtskheta, le bilinge d'Armaz (IIe siècle), énonce : 
« Je suis Serapita, fils de Zevakh le jeune, pitiakhch du roi Pharasman, et épouse du victorieux Iodmanagan, vainqueur de maintes conquêtes, “Maître de la cour” de Khseparnoug, le grand roi des Ibères et fils d'Agrippa, maître de la cour du roi Pharasman [...] »

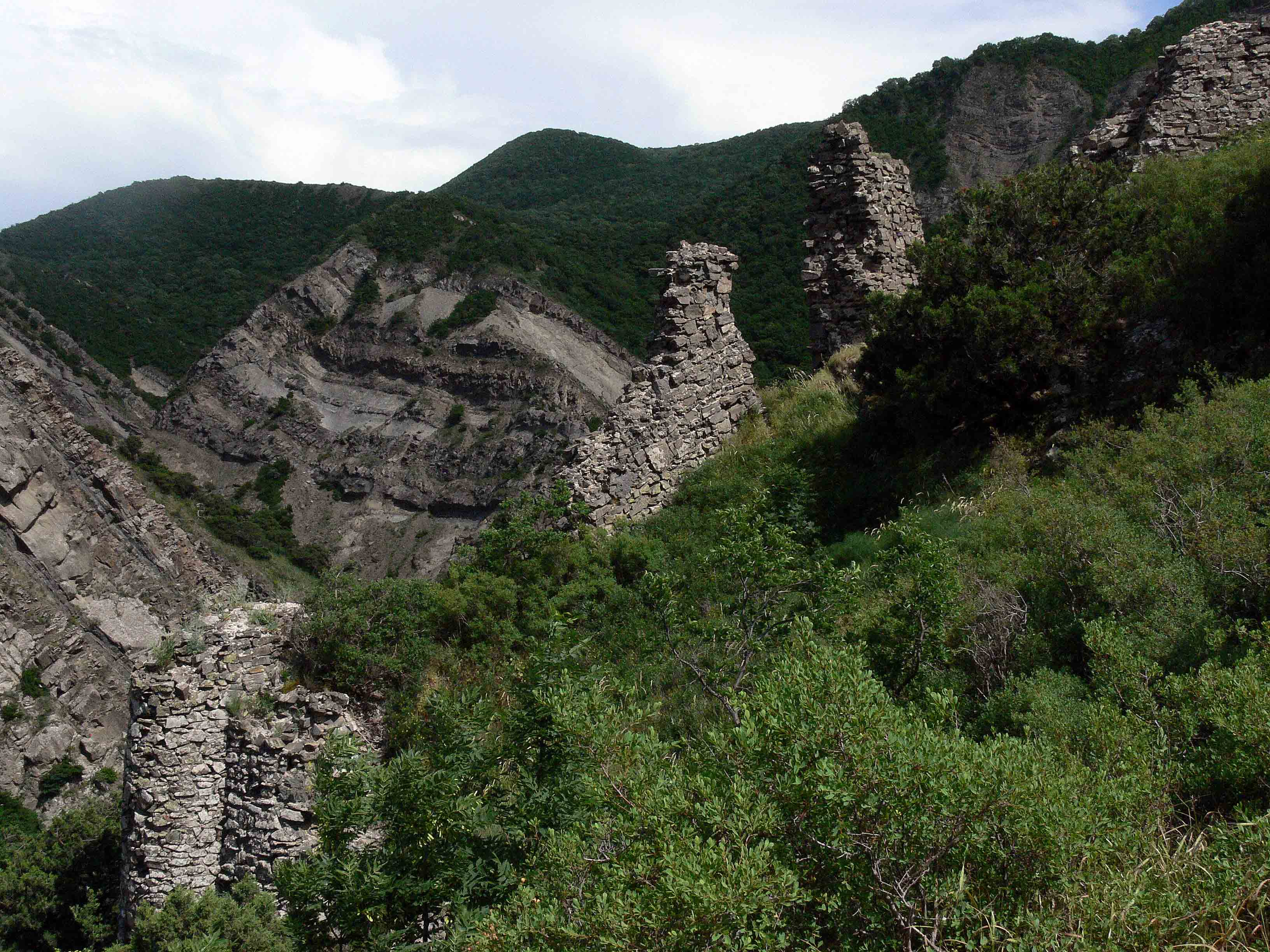
Ruines du palais royal d'Armaz

Nodar Assatiani identifie ce Pharasman au roi Pharasman II Kouel (r. 116-132). Mais ses successeurs, d'après le bilingue, ne seraient pas les mêmes que ceux cités par Mroveli : Khseparnoug ou Xēpharnugos (peut-être identifiable à Pharasman II selon Stephen H. Rapp) est l'équivalent du Rhadamiste des Chroniques géorgiennes et Iodmanagan serait Pharasman III, le fils et successeur de Rhadamiste.
Cyrille Toumanoff identifie Amazap comme un descendant, par son père Pharasman III, d'une longue lignée de rois appartenant à une branche de la dynastie artaxiade d'Arménie. De son côté, Mroveli, suivi par Brosset, le considère comme arsacide et descendant des anciens grand-rois de Parthie. Enfin, la stèle d'Armaz donne pour père à Iodmanagan un certain Publius Agrippa, qui pourrait être, d'après son nom, un Romain ou plus vraisemblablement un Ibère romanisé.
La date même de l'avènement d'Amazap II au trône d'Ibérie est sujette à question. L'ancienne tradition de Marie-Félicité Brosset, reprise par Guiorgui Melikichvili, donne l'an 182. Toumanoff avance cette date de trois ans (185), tandis que William E. D. Allen mentionne l'année 164, mais les trois s'accordent sur le fait qu'il a succédé à son père, Pharasman III.

### Guerre contre les Alains
Peu après le début de son règne, les Alains (nommés Ossètes par la Chronique) s'emparent de la région de Dvaleti, avant de franchir les montagnes du Grand Caucase pour s'établir dans la vallée du Liakhvi. Amazap II n'apprend la présence des Nord-Caucasiens dans son royaume que tardivement et profite du court arrêt des Alains dans la vallée pour réunir une armée. Toutefois, seuls ses gouverneurs de Kakhétie, du Khounan et de Samchvilde acceptent de confier leurs troupes au spaspet (gouverneur militaire du Karthli). Les Ossètes reprennent leur chemin vers Mtskheta, la capitale de l'Ibérie, après une semaine de repos, et rencontrent les forces armées ibères, composées de 30 000 soldats et 10 000 cavaliers, à Sapourtzle, dans le Moukhran. Amazap va combattre au milieu de ses troupes avec un courage rapporté par Léonti Mroveli : 
« Cependant, les combats de braves ayant commencé, Amazasp, l'arc à la main, se mit à décocher des flèches, avec une ardeur égale à la force de son bras. Il dirigeait ses coups à une distance prodigieuse, au milieu des Osses, l'éloignement empêchant de penser ni de voir qu'il eut un arc. Nulle armure, si forte qu'elle fût, ne résistait à ses flèches. »
La bataille de Sapourtzle se solde par une victoire des Ibères et d'importantes pertes alanes (dont « quinze géants », tués par Amazap en personne). Le roi et ses troupes retournent alors à Mtskheta où, durant la nuit, ils reçoivent des renforts venant de ses eristavi. Plus tard (le jour suivant d'après Mroveli), les Géorgiens et les Ossètes s'affrontent une nouvelle fois dans un combat non loin de la capitale, durant lequel le général ossète Khouankhoua est tué par le roi dans un combat singulier.
Le lendemain, grâce à de nouveaux renforts de cavalerie, Amazap II parvient à vaincre définitivement l'armée des Alains en tuant leur roi. Les envahisseurs se réfugient au-delà du Grand Caucase mais Amazap les poursuit pendant un an avant de les vaincre et d'annexer l'Alanie.

### Renversement
À la suite de ces victoires, Amazap II devient odieux et se comporte en tyran, en faisant tuer plusieurs nobles hostiles à son pouvoir. Brisant l'alliance que ses prédécesseurs avaient conclue avec l'Arménie et l'Empire romain, il se tourne vers la Parthie, ce qui fâche la haute noblesse du pays. Ainsi, les eristavis (gouverneurs) des provinces occidentales de l'Ibérie (les deux gouverneurs de Colchide et ceux d'Odzrkhe, de Klardjeti et de Tsounda) se révoltent contre leur roi et s'allient à Vologèse II d'Arménie, à l'Empire romain et aux Alains désireux de vengeance.
Une importante invasion de l'Ibérie se déroule alors. D'un côté, les troupes arméniennes, renforcées par des auxiliaires romains, interviennent par le sud. Au nord, les Alains s'unissent avec les Mingréliens et se mettent en route vers Mtskheta à partir de Tavcveri. Amazap fait appel au grand-roi des Parthes Vologèse IV qui lui envoie des troupes en renfort. Les Arméniens, les Alains-Mingréliens et les Géorgiens révoltés se rencontrent dans la vallée du Pinezaouri, à Goutis-Khevi. Amazap II y rencontre ces troupes et une bataille est engagée. La tradition dit que le roi d'Ibérie combat alors avec beaucoup de courage mais son armée est finalement vaincue et Amazap II est tué.
Marie-Félicité Brosset place cet évènement en 186. Cyrille Toumanoff, quant à lui, cite l'année 189 pour le renversement d'Amazap II et William E. D. Allen parle de la fin de son règne en 182. Après cette défaite, la dynastie des Artaxiades d'Ibérie est déposée et le roi d'Arménie place, « à la demande des nobles ibères », son propre fils (qui était aussi le fils de la sœur du défunt roi d'Ibérie), Rev, sur le trône.

### Famille
Léonti Mroveli n'accorde pas à Amazap II d'Ibérie de descendance. Toutefois, Cyrille Toumanoff et plus récemment, le généalogiste Christian Settipani ont émis l'hypothèse que le roi était l'ancêtre réel ou supposé de son homonyme Amazap III. Ce dernier est, vers 265, un prétendant au trône face à Mihrdat II, et un vassal de Shapur Ier. Il est inclus dans la liste des rois vassaux en tant que « créature de Shapur », dans la grande inscription de Naqsh-e Rostam.
De plus, une découverte épigraphique datant du IIe siècle évoque une certaine reine Drakontis, fille du roi Vologaises d'Arménie, qui aurait épousé le roi d'Ibérie Amazaspos.